# Edward Brodie Hoare
Edward Brodie Hoare (30. října 1841 Richmond – 12. srpna 1911) byl britský bankéř a politik Konzervativní strany.
Narodil se v Richmondu v Surrey jako nejstarší syn reverenda Edwarda Hoareho, čestného kanovníka z Canterbury a vikáře Nejsvětější Trojice v Tunbridge Wells, a jeho manželky Marie, dcery sira Benjamina Collinse Brodieho, 1. baroneta. Vystudoval Tonbridge School a Trinity College v Cambridgi, v roce 1864 promoval s bakalářským titulem a v roce 1868 s magisterským titulem.
V roce 1868 se oženil s Katharine Parryovou, dcerou kontradmirála sira Williama Edwarda Parryho.
Dlouho se věnoval bankovnictví, původně jako společník v rodinné firmě Barnett, Hoare and Company. Následně byl ředitelem Lloyds Bank, předsedou Colonial Bank a ředitelem Standard Bank of South Africa.
V srpnu 1911 byl ve věku 69 let zabit, když se dostal do automobilové nehody nedaleko Sevenoaks v Kentu.